# Theodor von Hötzendorff
Theodor von Hötzendorff (* 12. September 1898 in Markdorf, Baden; † 30. März 1974 in Hindling) war ein deutscher Maler.

## Leben
Theodor Werner Sigmund Hötzendorff war der uneheliche Sohn der Lehrerin Auguste von Hötzendorff und daher zur Führung des Adelsprädikats nicht berechtigt. Der Vater ist unbekannt. Die Großeltern mütterlicherseits waren Theodor von Hötzendorff (1833–1898), königlich-bayerischer Forstmeister in Schliersee, und Franziska, geborene Sturm (1839–1899).
Hötzendorff besuchte die Grundschule in München und wechselte 1909 ans Münchner Maximiliansgymnasium, aus dem er nach Wiederholung der 3. Klasse 1913 austrat. Anschließend besuchte er das private Landschulheim in Schondorf am Ammersee, ein Gymnasium mit Internat, das bis heute besteht. Im letzten Kriegsjahr, 1918, wurde der Achtzehnjährige zum einjährigen Militärdienst einberufen, nachdem er sich im Oktober des Jahres bereits zum Studium an der Münchner Kunstakademie eingeschrieben hatte. Erst nach Kriegsende arbeitete er daher zunächst in der Zeichen- und Radierklasse bei Peter Halm, unter anderem mit dem späteren Landschafts- und Bildnismaler Arnold Kitz (1895–1965) aus Oldenburg, der im April 1920 in die Klasse gekommen war und sich 1923 – wie später auch von Hötzendorff – im oberbayrischen Grassau niederließ. Hötzendorff wechselte in die Kompositionsklasse des Malers und Grafikers Adolf Schinnerer, der seit 1923 an der Akademie unterrichtete, und bildete sich hier bis 1924 weiter.
Ende 1923 war Theodor Hötzendorff von seiner Tante, Margarethe von Hötzendorff, adoptiert worden, so dass er nun zur Führung des Adelsprädikats berechtigt war. Nach Abschluss des Studiums heiratete er im Oktober 1924 Elisabeth Hauenstein, die ebenfalls aus einer Försterfamilie stammte. 1927 erhielt von Hötzendorff ein Reisestipendium, auf Grund dessen er sich 1928/29 für drei Monate in Holland aufhielt. Mit einer Vielzahl von Ölskizzen und Zeichnungen kehrte er zurück und konnte anschließend seine erste Einzelausstellung in München eröffnen. 1939 zog das Paar von der Münchner Wohnung in der Ainmillerstraße nach Grassau, einer Marktgemeinde unweit des südlichen Chiemseeufers. 1943 wurde der Maler zur Wehrmacht eingezogen und geriet in Oberitalien in Gefangenschaft, aus der er 1946 entlassen wurde.
Hötzendorff war Mitglied und Aussteller der Münchner Künstlergenossenschaft (MKG) und wirkte 1946 bis 1950 in deren Vorstand. Außerdem war er engagiertes Mitglied des Berufsverbandes bildender Künstler (BBK) in München und unmittelbar nach dem Zweiten Weltkrieg Mitbegründer der jährlichen Priener Kunstausstellungen. Studien führten ihn rund um den Chiemsee, unter anderem nach Ruhpolding, Obing und Westerbuchberg, sowie in die Oberpfalz, ins bayerische Alpenvorland und nach Tirol. 1954 unternahm er eine längere, ab 1965 jährliche Malreisen nach Ober- und Mittelitalien, insbesondere in die Toskana, nach Elba und zum Gardasee, nach Südtirol, in die Schweiz und ins benachbarte Österreich.
Am 28. Januar 1961 starb seine Frau Elisabeth. Von nun an lebte er zusammen mit seiner Schwägerin Julie Hauenstein. Zahlreiche Einzel- und Gemeinschaftsausstellungen dokumentierten das Heranwachsen eines großen, einen eigenen Stil prägenden Künstlers, der in unnachahmlicher Weise die Natur seiner Heimat dokumentierte und in seinen südlichen Motiven die Farbigkeit der Landschaften festhielt. Viele seiner Werke befinden sich in öffentlichen und privaten Sammlungen. Zu seinem 75. Geburtstag 1973 erschien ein Katalog, der die Schaffenszeit der letzten zwanzig Jahre vorstellt. 1974 verstarb der Künstler in seinem Haus in Grassau-Hindling und wurde auf dem Grassauer Friedhof beigesetzt.
Julie Hauenstein, die nach seinem Tod seinen Nachlass verwaltete, gab eine Auswahl seiner besten Werke als „Theodor-von-Hötzendorff-Stiftung Julie Hauenstein“ an das Heimatmuseum Prien am Chiemsee. 1994 dokumentierte ein Katalog die Gemäldesammlung der Marktgemeinde Grassau, welche auf Stiftungen der Nachlassverwalter Julie Hauenstein und Dr. Hartmut Buchner basiert. 2005 erschien das Buch Theodor von Hötzendorff – Ein Leben für die Kunst, in welchem Guido Wichmann das Leben und die künstlerische Leistung würdigte.

## Werke (Auswahl)
- Fichtelgebirge im März, Öl auf Leinwand, 55 × 112 cm: München, Bayerische Staatsgemäldesammlungen, Inv.Nr. 10058.
- Frühling im Moor, Öl auf Leinwand, 68,8 × 109,2 cm: München, Bayerische Staatsgemäldesammlungen, Inv.Nr. 11195.
- Spätherbst in den Bergen; Breitenstein, Öl auf Pressplatte, 80.1 × 21 cm: Bayerische Staatsgemäldesammlungen, Inv.Nr. 12051.
- Selbstbildnis: Prien, Kunstsammlung des Marktes Prien, Heimatmuseum (mit ca. 55 weiteren Arbeiten von Hötzendorffs).
- Obstbäume bei Stöftham: Rosenheim, Städtisches Museum.

## Ausstellungen
- München, Jahresausstellung im Glaspalast 1929 (2 Arbeiten).
- München, Jahresausstellung im Maximilianeum 1939 (3 Arbeiten), 1940 (2 Arbeiten), 1942 (2 Arbeiten).
- München, Die Schwabinger „Kleine Kunstausstellung“ Nr. 6, 10. April – 15. Mai 1946 (3 Arbeiten).
- München, Ausstellung der Münchner Kunst-Genossenschaft, August 1947, Städtische Galerie München (7 Arbeiten; Kat.-Abb.); 1948 (8 Arbeiten; Kat.-Abb.).
- München, Große Kunstausstellung im Haus der Kunst 1949 (3 Arbeiten); 1950 (3 Arbeiten; Kat.-Abb.); 1951 (5 Arbeiten; Kat.-Abb.); 1952 (4 Arbeiten; Kat.-Abb.); 1953 (4 Arbeiten); 1954 (3 Arbeiten; Kat.-Abb.); 1955 (3 Arbeiten; Kat.-Abb.); 1957 (3 Arbeiten; Kat.-Abb.); 1958 (3 Arbeiten); 1962 (3 Arbeiten; Kat.-Abb.); 1969 (3 Arbeiten).
- München, 3. Alpine Kunstausstellung 1954 (2 Arbeiten).
- München, Weihnachts-Ausstellung des Landesberufsverbandes Bildender Künstler Bayerns e.V., 25.11.1956 – 6.1.1957 (1 Arbeit).
- München, Haus der Kunst, 21. Juni – 5. Oktober 1958: München 1869-1958, Aufbruch zur modernen Kunst, (Ausst.-Kat. S. 470, Abb. S. 494).
- Prien, Chiemgau Kunstausstellung 1945, 1946, 1947, 1959, 1963–1970, 1973.